# Larry MacTaggart
Larry D. MacTaggart (Moline, 1958) is een Amerikaans componist, muziekpedagoog, dirigent, arrangeur en slagwerker.

## Levensloop
MacTaggart studeerde aan de Universiteit van Centraal Arkansas in Conway en vervolgens aan de Universiteit van Arkansas in Fayetteville, waar hij in 1981 zijn Bachelor of Arts in muziekopleiding behaalde. Verder studeerde hij aan de Universiteit van Nebraska-Lincoln in Lincoln en behaalde zijn Master of Music als uitvoerend musicus (slagwerker) in 1983. 
Vanaf 1983 was hij dirigent van de harmonieorkesten aan de Fairbury Public Schools. In 1985 werd hij slagwerker in de United States Air Force Strategic Air Command Band, die gestationeerd was op de Offutt Air Force Base. In 1995 werd hij chef-arrangeur van dit orkest. Van 1995 tot 1997 was hij eveneens dirigent van de Nebraska Wind Symphony in Omaha. 
In 1997 veranderde hij zich als arrangeur tot de United States Air Force Band in Washington D.C.. Vanaf 2001 tot februari 2007 was hij chef-arrangeur en productiemanager bij de United States Air Force Band in Washington D.C.. In deze tijd begon hij ook verder studies in Humanresourcesmanagement (HR) aan de Universiteit van Virginia in Charlottesville en behaalde in 2009 zijn diploma als HR Manager. 
Van 2007 tot 2009 was hij bezig in het Pentagon bij de Secretary of the Air Force Office of Public Affairs en verantwoordelijk voor rond 700 leden van de 12 United States Air Force Bands. Van 2009 tot 2012 was hij HR Program Manager bij de United States Air Force (Pacific Air Forces Public Affairs - Outreach Division). 
Hij was dirigent van de United States Air Force Band of the Pacific - Hawaii in Hickam Air Force Base op het eiland Hawaï.
Als componist schreef hij vooral werken voor harmonieorkest, koren en kamermuziek.

## Composities

### Werken voor harmonieorkest
- 1995 Patriotic songs
- 2001 Spirit of Soro
- 2005 Mt. Vernon Reverie
- 2007 The Friendship Suite
- 2008 In Quiet Tribute (For Those Gone Too Soon)
- 2008 Rock Creek Overture
- A Holiday Rhapsody
- A Holiday Celebration
- A Joyous Anthem, voor gemengd koor en harmonieorkest
- A Winter Prelude
- American Heroes, voor gemengd koor en harmonieorkest
- Angels of Christmas, voor gemengd koor en harmonieorkest
- Arkansas River Ramble
- Beyond the Horizon
- Carol Of The Candle
- Children's Noel
- Christmas Procession
- Civil War Reflections
- Dreams of Scotland
- Elegy (for the U.S.S. Arizona)
- Flight of the Monarch
- Fortress of Freedom - Tribute to the Pentagon
- Four Faces on a Mountain, voor spreker en harmonieorkest
- Golden Legacy Prelude & Fanfare
- Highland Dance
- Ho Ho Ho – A Medley for Santa
- Holding On (samen met: Regina Coonrod)
- It Feels Like Christmas
- Jubilation
- Legacy
- Lest we Forget
- Light One Candle, voor gemengd koor en harmonieorkest
- Missouri River Celebration
- Niobrara River Sketches
- Over the River, voor gemengd koor en harmonieorkest
- Platte River Run (P.O.D.) - A Nebraska Overture
- Pointe du Hoc Commemorative Fanfare
- Procession of the Chosen
- Rock This House
- Take Me Home for Christmas
- The Twelve Days of Christmas
- Those Magnificent Airmen and Their Flying Machines, voor gemengd koor en harmonieorkest
- To Those Who Fly (P.O.D.)
- Waltz Noel
- White River Revival